# Coca-Cola Telecommunications
Coca-Cola Telecommunications fue una unidad de sindicación de primera ejecución efímera de Columbia Pictures Television (entonces una unidad de The Coca-Cola Company) creada el 24 de noviembre de 1986, que fue una fusión entre la división de sindicación de primera ejecución de CPT y The Television Program Source. Television Program Source fue una empresa conjunta entre Alan Bennett, el expresidente de King World , Robert King, y CPT que se fundó el 15 de octubre de 1984.

## Historia
La compañía se encargó de revivir la línea Screen Gems, utilizada para programación oscura y vintage nunca antes vista de Columbia Pictures Television, y ayudó en la colorización de programas de televisión en blanco y negro, los programas de la década de 1950 The Real McCoys y The Life and Legend. de Wyatt Earp y compró una participación minoritaria en Color Systems Technology.
En 1987, Coca-Cola adquirió los activos de The Television Program Source por completo, que incluían los activos, el programa y el personal, y Bob King sería presidente de la división de Telecomunicaciones de Coca-Cola, y la empresa era responsable de la producción y distribución de la programación. sindicación de primera ejecución, cable básico y televisión de pago, video doméstico y compras desde el hogar. También ese año, la compañía de telecomunicaciones y coloración de Coca-Cola, CST Entertainment, había establecido una empresa conjunta, Screen Gems/CST Entertainment, con el fin de compartir las ganancias de las ventas de TV, cable básico y video doméstico, con el fin de distribuir el bibliotecas de películas antiguas y series de televisión.series.
Tras el éxito del programa The New Gidget, Coca-Cola Telecomunicaciones los llevó a hacer pilotos para series semanales, una basada en el personaje de Ben Casey, y se asoció con Tribune Entertainment en dos proyectos como Gunfighter, que fue producido por Sonny Grosso y Larry Jacobson de Grosso-Jacobson Productions, que se lanzó para las estaciones Tribune Broadcasting, y uno con DIC Entertainment en un bloque de 90 minutos de tres programas animados de media hora, que tenía dos nombres diferentes, Funday Sunday, si corre el domingo, o el sábado Funtastic, si quieren enfrentarse cara a cara con los bloques de niños los sábados por la mañana.
En marzo de 1987, una nueva empresa asociada de Paramount Domestic Television había establecido Ventas de publicidad internacional para realizar los anuncios de trueque de todos los programas producidos por Coca-Cola Telecommunications, que incluían futuros de Merv Griffin Enterprises, Paramount Domestic Television y Orbis Communications será la tercera parte de la empresa, con el fin de vender tiempo publicitario nacional para la empresa, y vender no solo las ventas de trueque de Coca-Cola y Paramount, sino también las suyas propias.
A finales de marzo de 1987, Screen Gems/CST Entertainment pasó a llamarse Screen Gems Classiccolor, con la empresa de CST disponible que superaba los $100 millones y presentaba la biblioteca de Color Systems de 101 largometrajes y un catálogo de series de televisión, que incluía The Abbott & Costello Show, y Screen Gems pagó a Color Systems Technology para colorear los títulos en blanco y negro de la biblioteca de la empresa conjunta, y los ingresos de Screen Gems Classiccolor se pagaron con la distribución de las bibliotecas combinadas de Screen Gems y CST a corto plazo, y a color, las versiones convertidas de los títulos entrarían en proceso en 1988, y los planes para adquirir funciones adicionales y programas de televisión para su distribución y conversión de color, e ingresarían muchas series de Columbia Pictures Television, biblioteca que estaba disponible para uso de colorización, que incluía series de biblioteca, así como largometrajes que se lanzaron originalmente en formato en blanco y negro.
En mayo de 1987, Coca-Cola Telecomunicaciones se asoció con Grosso-Jacobson Productions para realizar el desarrollo de producciones en un pacto no exclusivo, a saber, cuatro películas hechas para televisión, que incluían The Gunfighters, Hounds of Hell, Nightfighters y Partington, que se ofreció a la sindicación de primera ejecución.first-run syndication. En junio de 1987, Coca-Cola Telecommunications y HBO firmaron un acuerdo para coproducir y distribuir 15 películas hechas para cable que tenían licencia para su estreno en el extranjero, y comprometieron hasta $70 millones para la empresa y quieren HBO para producir los proyectos internamente, o por productores externos bajo HBO Picturesy cinco de ellos fueron producidos por Coca-Cola Telecommunications, y los costos de producción se compartieron en todas las películas, y según los términos del acuerdo, HBO estrenaría las películas y retendría los derechos de video doméstico doméstico de las diez películas, mientras que CCT recibió los derechos de video doméstico doméstico de las cinco películas, así como los derechos extranjeros de las 15 películas del acuerdo.
El 31 de diciembre de 1987, CCT se cerró y se incorporó a la reorganizada Columbia Pictures Television (ahora Sony Pictures Television). Este cambio se produjo cuando Columbia/Embassy Television se fusionó con Tri-Star Television, lo que resultó en la pérdida de dos ejecutivos clave que habían dirigido CCT, a saber, Herman Rush y Peter Seale, así como la presidenta de Columbia/Embassy Television, Barbara Corday. Como resultado, CCT se había fusionado con la división de distribución de Columbia/Embassy Television para iniciar Columbia Pictures Television Distribution, con la mayoría del equipo de distribución original de Columbia/Embassy, que había sobrevivido después de la fusión, incluido el presidente sindicado Barry Thurston, que había dirigió el negocio de sindicación de Columbia/Embassy y asumió todas las responsabilidades de CCT.
Poco después del cierre de Coca-Cola Telecommunications, dos de los principales ejecutivos de la compañía, a saber, Herman Rush y Peter Seale, tuvieron que lanzar una nueva compañía para permitirles a ellos y a otros ejecutivos de la unidad CCT formar una nueva compañía que sería una sucesor de CCT para distribuir algunas de las propiedades de la unidad que anteriormente estaba a cargo de Coca-Cola Telecommunications y aún ha tenido negociaciones para iniciar una nueva empresa sindicada.

## Series de televisión
- Hardcastle y McCormick (1983-1986; una producción de Stephen J. Cannell; originalmente distribuida por Colex Enterprises)
- Punky Brewster (1984-1988, producido por Lightkeeper Productions en asociación con NBC Productions; sindicado de 1987 a 1988, Sony Pictures Television maneja la sindicación nacional, mientras que NBCUniversal Television Distribution es propietaria del programa y maneja la sindicación internacional con MGM Television también maneja distribución de televisión sindicada internacional Shout! Factory tiene derechos de DVD bajo licencia de NBC)
- The Price Is Right (1985-1986; una producción de Mark Goodson; versión nocturna como TPS ahora propiedad de FremantleMedia North America)
- Card Sharks (1986-1987; A Mark Goodson Production; versión nocturna como TPS ahora propiedad de FremantleMedia North America)
- El nuevo Gidget (1986-1988)
- The Real Ghostbusters (solo 1987-1988, coproducida por DIC Enterprises, Inc.)
- Dinosaucers (1987, producido por DIC Enterprises, Inc.)
- Hulk Hogan's Rock 'N' Wrestling (solo episodio especial de 1985) (producido por DIC Enterprises, Inc., propiedad de WWE)
- Merv Griffin en el Coconut Ballroom (piloto de 1987)
- Nuevos monos (1987)
- Sylvanian Families (1987) (producida por DIC Enterprises, Inc. ahora propiedad de WildBrain)

- Esa es mi mamá ahora (piloto de 1987)

- ¡¡Qué está pasando ahora!! (Solo 1987-1988, distribuido por LBS Communications Inc.)
- Starcom: The US Space Force (1987) (producida por DIC Enterprises, Inc. ahora propiedad de WildBrain)

## Series tentativas
- También se planeó un renacimiento de Now You See It, que sería presentado por el nuevo presentador Jack Clark, pero nunca pasó de la etapa piloto.
- También se planeó un renacimiento de Match Game, que sería presentado por el presentador original Gene Rayburn, pero nunca se materializó.

## Especiales de televisión
- Dennis the Menace: Dinosaur Hunter (1987) (coproducida por DIC Enterprises , distribuida por LBS Communications Inc. , ahora propiedad de Sony Pictures Television )
- Conoce a Julie (1987)